# Elvira Menéndez González
Elvira Menéndez González (Ferrol, La Coruña, 26 de marzo de 1949) es una escritora, actriz y guionista española.

## Trayectoria
Elvira Menéndez González nació en Ferrol, La Coruña, aunque a los trece años, al morir su padre, se trasladó a vivir a Madrid, de donde era su madre. Estudió Arte dramático en la Real Escuela Superior de Arte Dramático (RESAD), licenciándose en 1975. Comenzó haciendo teatro independiente mientras estudiaba. Posteriormente hizo teatro clásico. Su primera actuación como actriz profesional fue en la obra de Antonio Buero Vallejo La doble historia del doctor Valmi en 1976.
Ha actuado en numerosas series de televisión como Periodistas, Hospital Central, Cuéntame, Lobos (serie de televisión) o 7 vidas, en el programa Estudio 1 y programas infantiles como La cometa Blanca, Barrio Sésamo y La bola de cristal.  Ha participado también en la película Plenilunio.
Ha adaptado y dirigido obras de teatro. También ha sido guionista de diversos programas como That's English. La serie de televisión El corazón del océano está basada en el libro homónimo de la propia autora y se emitió en la cadena Antena 3.
Sin embargo, su faceta más conocida es la de escritora infantil y juvenil, aunque también ha escrito tres novelas para personas adultas. Comenzó a publicar sus obras en los años 90.

## Publicaciones
Algunos de sus libros son:

### Literatura infantil y juvenil
- Secreto de los alquimistas, 1987
- La máquina maravillosa, 1989
- Pablo y su elefante, 1991
- Olock-Lolo, 1993
- Ese no es mi zoo, 1993
- MNA: (Mermelada de Naranja Amarga), 1995
- Pablo y su elefante en el día que la clase voló, 1995
- Tres y tres, escrito al revés, 1995
- La expedición perdida, 1996
- Ariel, el león presumido, 1997
- La princesa espacial, 1998
- El pirata Barbaroja, 1999
- El rey de la selva, 2004
- Tomás hace de papá, 2013
- Las orejas traviesas, 2016
- La graduación de Mario, 2017
- Mario y Daniela son grandes amigos, 2020
- Mario y Daniel se lo pasan genial, 2020
- Escritos en la guerra, 2021
- El robo del diamante, 2023
- El ABC del Principito, 2024

#### En colaboración con José María Álvarez
- El rey ambicioso, 2000
- Hansel y Gretel (adaptación), 2000
- Este duende es una ruina, 2002
- Leyendas de España, 2002
- Caos en el súper, 2002
- Truqui el mago, 2004
- El gran libro del niño Alonso Quijano, 2005. En colaboración con Carlos Reviejo y José María Álvarez
- Álbum visual de Colón, 2006
- Caos en el cole, 2006
- Caos en la boda, 2006
- Caos en Carnaval, 2007
- Una boa en el paraíso, 2009
- Al y Oli, dos vampiros sin dientes, 2011

#### En colaboración con Sara Álvarez Menéndez
- Nuevos cuentos de princesas, 2013

#### Libros de texto
Ha escrito cuentos e historias para unos cuarenta libros de texto de infantil, primaria y ESO.
- Lectura, 6 Educación Primaria
- Lecturas de vacaciones : 1 Educación Primaria
- Lecturas de vacaciones : 2 Educación Primaria
- El parque de papel : Primaria : Lecturas dialogadas
- English zone 1º,2ª, 3º y 4º de ESO,2002 (con Carmen Echevarría y Emma Trelles)

### Literatura para personas adultas
- El corazón del océano, 2010. Antena3 hizo una serie basada en esta novela y con el mismo nombre en 2014.
- El corazón de la selva, 2014.
- Vida de una actriz, 2020.